# Joop Boutmy
Johannes Wouter ("Joop") Boutmy (George Town (Maleisië), 29 april 1894 – Verona (Verenigde Staten), 26 juli 1972) was een Nederlands voetballer die brons behaalde op de Olympische Zomerspelen 1912 met het Nederlands elftal.

## Clubvoetbal
Boutmy werd in de zomer van 1906 lid van HBS en debuteerde in 1910 in het eerste elftal van de Hagenaars. Boutmy koppelde een goede techniek en een uitstekend overzicht aan hard spel op of soms over het randje. Met HBS werd hij van 1911 tot en met 1914 in de eerste klasse west achtereenvolgens 4e, laatste, 5e en voorlaatste. Op 26 oktober 1914 raakte Boutmy in de eerste helft van de wedstrijd tegen Quick geblesseerd aan zijn knie. Hierdoor werd hem een jaar voetbalrust voorgeschreven. Uiteindelijk duurde het zelfs nog langer en speelde hij niet meer tot aan zijn vertrek naar Nederlands-Indië op 10 juni 1916. In Indië begon Boutmy toch weer te voetballen. Hij speelde daar voor Langkat S.V. Begin april 1918 keerde hij weer naar Nederland terug met een Engels convooi en speelde, na een zomer hard te hebben getraind, het daaropvolgende seizoen weer voor HBS. Op 19 oktober 1919 speelde hij zijn laatste wedstrijd om drie dagen later weer naar Indië te vertrekken. Op 3 september 1922 vertrok hij weer naar Nederland waar hij op 5 november 1922 zijn laatste wedstrijd voor HBS speelde, uit tegen Feijenoord. Op 28 april 1923 vertrok Boutmy definitief naar Indië. Hij speelde hier nog voor Langkat S.V. en B.V.C. uit Batavia. Uiteindelijk kwam hij 89 competitiewedstrijden uit voor de kraaien waarin hij 6 keer scoorde. Tot op hoge leeftijd bewaarde Boutmy goede herinneringen aan zijn voetbalcarrière.

## Vertegenwoordigend voetbal
Boutmy wist in tien interlands één keer te scoren. In het olympische toernooi van 1912 speelde hij als midhalf (spil) in de wedstrijd tegen Oostenrijk (kwartfinale; 3-1) en Denemarken (halve finale; 1-4) en als linkshalf in de wedstrijd tegen Finland (troostfinale; 9-0).

## Andere sporten
Boutmy was ook een verdienstelijk atleet. Hij blonk vooral uit in het speerwerpen - waarbij hij het zelfs tot kampioen van Nederland bracht - en discuswerpen. Voorts deed hij ook aan cricket, hockey en tennis, in welke laatste sport hij ook menig trofee won.

## Privéleven
Boutmy was na zijn carrière als voetballer werkzaam op een plantage in Nederlands-Indië. Later werd hij makelaar in New York (USA), waar hij een maand voor de Duitse inval in Nederland in 1940 naartoe was vertrokken. Later verhuisde hij naar Verona in de Verenigde Staten. Daar overleed hij op 26 juli 1972 op 78-jarige leeftijd.
Boutmy was getrouwd met tennisspeelster Maria Boutmy-Wijlacker (1895-1989).